# Доња Борина
Доња Борина је насеље у Србији у општини Мали Зворник у Мачванском округу. Према попису из 2022. имала је 1320 становника.

## О селу
Доња Борина се састоји од два велика насеља Батар и Андрача и за њих се не зна тачно како су добили име. Батар је урбанији део од Андраче, у њему се налазе црква, основна школа „Браћа Рибар”, пошта, игралиште сеоског клуба дом културе у коме је и месна заједница. У Андрачи се људи углавном баве пољопривредом, печењем креча и продајом дрва.
Остали засеоци су: Дедиње, Стојановићи, Петковићи, Кикановићи, Павловићи, Филиповићи, Лепеница и Гучево.
- Воденица поточара
- Ковач
- Споменик у центру села
- Црква Св. Илије
- Црква Св. Илије

## Популарна места
Свакако најатрактивнији део села налази се поред реке Дрина, дуж које се налазе два ресторана, стари и нови Рибарски. Боље је познат нови који је почео са радом 1976. године и био је незаобилазна станица за све оне који су путовали на море. Његово оригинално име је ресторан „Младица“ и добио га је по врсти рибе која представља прави трофеј за све риболовце.

## Галерија
- Стела
- Стела
- Плажа
- Лето у Борини
- Дрина
- Улица
- Ресторан Младица
- Дрина
- Пошта
- Црква
- Основна школа „Браћа Рибар“

## Демографија
У насељу Доња Борина живи 1.346 пунолетних становника, а просечна старост становништва износи 37,9 година (36,5 код мушкараца и 39,4 код жена). У насељу има 546 домаћинстава, а просечан број чланова по домаћинству је 3,17.
Ово насеље је великим делом насељено Србима (према попису из 2002. године), а у последња три пописа, примећен је пораст у броју становника.
|  |

| Демографија | Демографија | Демографија |
| Година      | Становника  | Становника  |
| ----------- | ----------- | ----------- |
| 1948.       | 1.187       |             |
| 1953.       | 1.290       |             |
| 1961.       | 1.395       |             |
| 1971.       | 1.446       |             |
| 1981.       | 1.521       |             |
| 1991.       | 1.707       | 1.627       |
| 2002.       | 1.731       | 1.830       |

| Етнички састав према попису из 2002.‍ | Етнички састав према попису из 2002.‍ | Етнички састав према попису из 2002.‍ | Етнички састав према попису из 2002.‍ | Етнички састав према попису из 2002.‍ |
| ------------------------------------ | ------------------------------------ | ------------------------------------ | ------------------------------------ | ------------------------------------ |
|                                      |                                      |                                      |                                      |                                      |
| Срби                                 | Срби                                 |                                      | 1.706                                | 98,55%                               |
| Југословени                          | Југословени                          |                                      | 8                                    | 0,46%                                |
| Црногорци                            | Црногорци                            |                                      | 7                                    | 0,40%                                |
| Руси                                 | Руси                                 |                                      | 3                                    | 0,17%                                |
| Муслимани                            | Муслимани                            |                                      | 2                                    | 0,11%                                |
| Мађари                               | Мађари                               |                                      | 1                                    | 0,05%                                |
| непознато                            | непознато                            |                                      | 4                                    | 0,23%                                |

| Година пописа     | 1948. | 1953. | 1961. | 1971. | 1981. | 1991. | 2002. |
| ----------------- | ----- | ----- | ----- | ----- | ----- | ----- | ----- |
| Број домаћинстава | 182   | 213   | 282   | 332   | 409   | 540   | 546   |

| Број чланова      | 1  | 2   | 3  | 4   | 5  | 6  | 7 | 8 | 9 | 10 и више | Просек |
| ----------------- | -- | --- | -- | --- | -- | -- | - | - | - | --------- | ------ |
| Број домаћинстава | 89 | 117 | 96 | 150 | 58 | 27 | 6 | 1 | 2 | 0         | 3,17   |

| Пол    | Укупно | Неожењен/Неудата | Ожењен/Удата | Удовац/Удовица | Разведен/Разведена | Непознато |
| ------ | ------ | ---------------- | ------------ | -------------- | ------------------ | --------- |
| Мушки  | 716    | 230              | 455          | 19             | 8                  | 4         |
| Женски | 717    | 135              | 466          | 106            | 8                  | 2         |
| УКУПНО | 1.433  | 365              | 921          | 125            | 16                 | 6         |

| Пол    | Укупно                    | Пољопривреда, лов и шумарство | Рибарство                            | Вађење руде и камена | Прерађивачка индустрија       |
| ------ | ------------------------- | ----------------------------- | ------------------------------------ | -------------------- | ----------------------------- |
| Мушки  | 364                       | 36                            | 0                                    | 4                    | 132                           |
| Женски | 167                       | 17                            | 0                                    | 0                    | 63                            |
| УКУПНО | 531                       | 53                            | 0                                    | 4                    | 195                           |
| Пол    | Производња и снабдевање   | Грађевинарство                | Трговина                             | Хотели и ресторани   | Саобраћај, складиштење и везе |
| Мушки  | 7                         | 44                            | 24                                   | 5                    | 48                            |
| Женски | 3                         | 2                             | 27                                   | 8                    | 8                             |
| УКУПНО | 10                        | 46                            | 51                                   | 13                   | 56                            |
| Пол    | Финансијско посредовање   | Некретнине                    | Државна управа и одбрана             | Образовање           | Здравствени и социјални рад   |
| Мушки  | 5                         | 5                             | 23                                   | 10                   | 2                             |
| Женски | 3                         | 3                             | 2                                    | 13                   | 9                             |
| УКУПНО | 8                         | 8                             | 25                                   | 23                   | 11                            |
| Пол    | Остале услужне активности | Приватна домаћинства          | Екстериторијалне организације и тела | Непознато            | Непознато                     |
| Мушки  | 11                        | 0                             | 0                                    | 8                    | 8                             |
| Женски | 5                         | 0                             | 0                                    | 4                    | 4                             |
| УКУПНО | 16                        | 0                             | 0                                    | 12                   | 12                            |